# Fernando de Coca

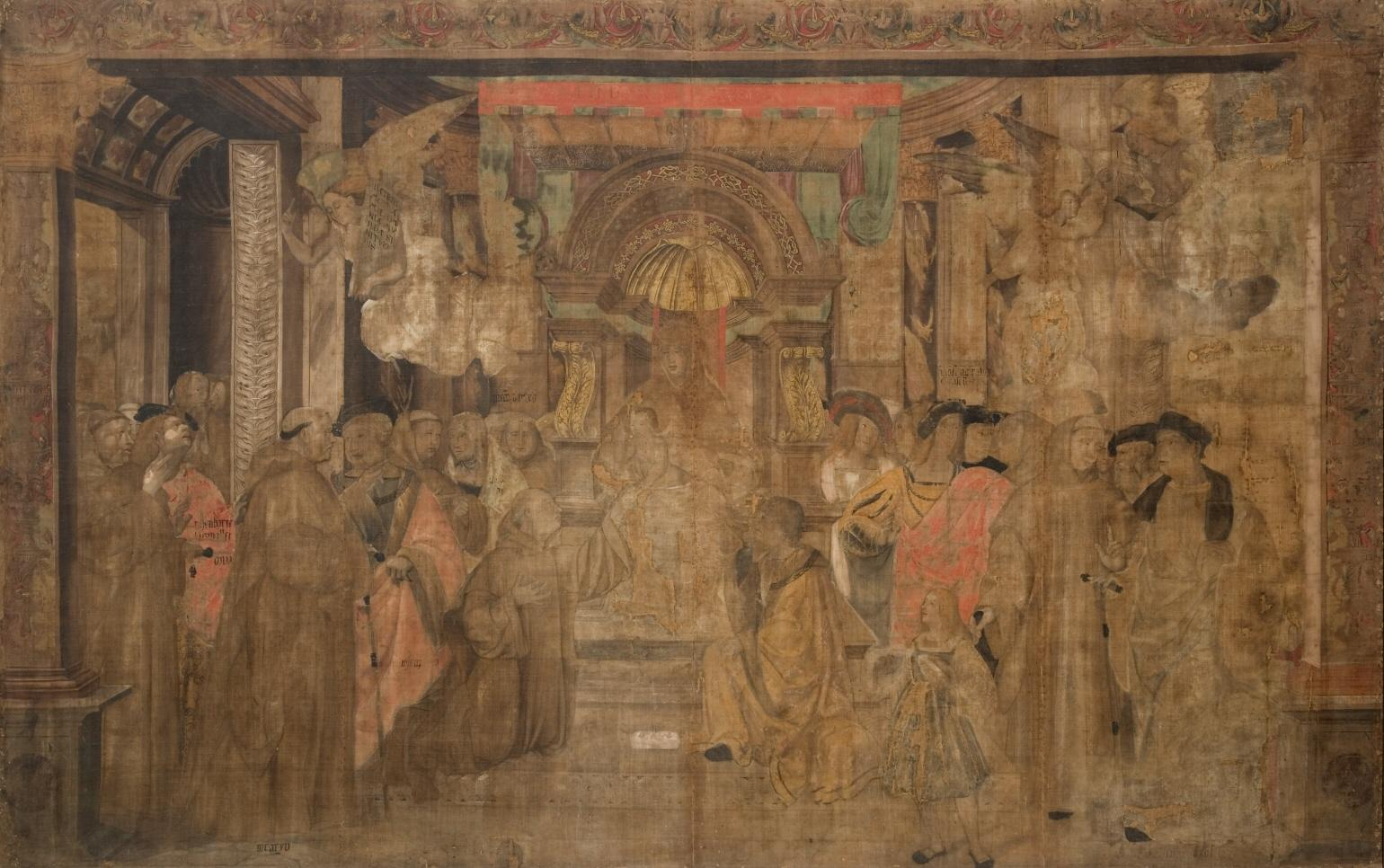
Alegoría de la fundación de la cartuja de Valldemosa (Los benefactores; Fundació de la cartoixa de Jesús), temple sobre sarga, 265 x 420 cm, Museo de Mallorca.

Fernando o Ferrando de Coca (también Manuel Ferrando) fue un pintor castellano, introductor de las fórmulas renacentistas italianas en Mallorca, donde está documentado en 1512 y 1514.

## Biografía
El único instrumento revelador de su nombre y origen es el contrato firmado el 30 de noviembre de 1514 para la pintura y dorado del retablo de la Virgen en la capilla del Rosario del convento de Santo Domingo de Palma de Mallorca, en el que, por parte del convento, figura la siguiente declaración: 

convenimus et facimus pactum sive conventionem vobiscum magistro Ferdinando de Coca, nacionis Castelle, arte pictores, super retabulo beata Virginis Marie pingendo et deaurando sub capitulis et pactis que sequntur...

Establecido el origen castellano cabe presumir que, conforme a la costumbre, el apellido sea un gentilicio de procedencia que lo haría natural de Coca, en el obispado de Segovia, villa vinculada al señorío de los Fonseca, promotores en Castilla y Galicia de obras artísticas de carácter renacentista e italianizante.
Los elementos italianizantes de las obras que se le atribuyen en Mallorca, especialmente en los fondos arquitectónicos, hace presumible un paso formativo por Italia y, teniendo en cuenta también ciertas similitudes estilísticas, desde que en 1911 lo propusiese Èmile Bertaux se ha relacionado esa etapa italiana con la noticia aportada por Giorgio Vasari en la vida de Bartolomeo della Gatta (1448-1502) de la presencia de un pintor español colaborando con el pintor de Arezzo Domenico Pecori (hacia 1480-1527) en la terminación de las obras dejadas inacabadas por aquel y en varias otras obras, entre ellas una Circuncisión para la Compagnia della Trinità (iglesia de San Agustín de Arezzo):

un pintor español que coloreaba bien al óleo, y ayudaba en esto a Domenico [Pecori], que no tenía tanta práctica en colorear a óleo cuanto a témpera.

Según un documento de 1512, Miguel Oliver, prior de la Cartuja de Jesús de Nazaret en Valldemosa, contrató con Ferrando el dorado y policromado del desaparecido retablo mayor de su iglesia, obra del taller de Damián Forment, que habría trabajado en él sin desplazarse de Valencia. Si bien en este contrato se le menciona exclusivamente como Ferrando, la proximidad de fechas a la firma en 1514 del contrato del dorado y policromado del retablo de la capilla del Rosario permite presumir que se trate de la misma persona vuelta ya de Italia en una fecha poco anterior y tras pasar, quizá, por Valencia, donde podría haber tenido contacto con el taller de Forment.
Aunque no consta documentalmente, desde que Jovellanos diese noticia de ella junto con una desaparecida pintura de La Samaritana, se le atribuye la sarga de Los benefactores —Alegoría de la fundación de la cartuja de Valldemosa— (1517), procedente de la misma cartuja de Jesús. Obra de calidad, aunque muy deteriorada, la sarga de los benefactores, ahora en el Museo de Mallorca, representa la fundación del monasterio por el rey Martín el Humano en 1399. En un amplio marco de arquitectura renacentista, al modo de una sacra conversazione, la Virgen con el Niño aparecen entronizados entre el rey y el prior, arrodillados a sus lados, junto con ángeles y otros personajes todos ellos identificados por sus nombres en un esquema compositivo rigurosamente ordenado y simétrico. También se acepta de forma general la atribución a Ferrando del Milagro de las rosas del caballero de Colonia de la colección March Servera, atribución inicialmente formulada por Chandler R. Post, que en su origen podría haber ocupado la calle central del retablo de la capilla del Rosario. El rico marco arquitectónico con influencias cruzadas de Piero della Francesca, Luca Signorelli, Perugino y Della Gatta, junto con algunos rasgos característicos de los rostros, con giros un tanto forzados como se encuentran en la sarga cartujana y en las obras italianas en las que habría colaborado con Pecori, así lo confirman.